# Vahi (Tartu)
Vahi is een plaats in de Estlandse gemeente Tartu vald, provincie Tartumaa. De plaats heeft de status van dorp (Estisch: küla) en telt 11 inwoners (2021).
Het dorp ligt aan de zuidoostelijke punt van het meer Kaiavere järv. Tot in oktober 2017 lag het in de gemeente Tabivere. In die maand werd deze gemeente bij de gemeente Tartu vald gevoegd.
In die gemeente ligt nog een plaats die Vahi heet. Die ligt ca. 20 km zuidelijker en heeft de status van vlek (Estisch: alevik). Om de twee uit elkaar te houden wordt het dorp meestal Vahi küla genoemd en de vlek Vahi alevik.

## Geschiedenis
Vahi was tot in 1947 een deel van het dorp Kõrenduse. In dat jaar werd dat dorp gesplitst in een noordelijk deel, Kõrenduse, en een zuidelijk deel, Vahi.